# Hurbanistorias
Hurbanistorias fue el único casete grabado por Rodrigo González Rockdrigo para dar a conocer su propuesta musical. Fue grabado de forma independiente y él mismo lo vendía al final de sus presentaciones. La producción estuvo a cargo de Jorge Rosell. El diseño de la portada del casete original es de Rockdrigo. 
El álbum contiene algunos de los temas más conocidos de su obra, entre ellos: Vieja ciudad de hierro, Estación del Metro Balderas, Perro en el periférico y No tengo tiempo de cambiar mi vida.
Fue reeditado en LP por Ediciones Pentagrama en 1986 (LPP-042). 
Hurbanistorias también es el nombre de un programa de televisión protagonizado por el músico y realizado por Paul Leduc para Imevisión en 1985.

## Lista de canciones
Lado A
- El campeón
- Perro en el periférico
- Balada del asalariado
- Distante instante
- ¡Oh, yo no se!
- Rock en vivo

Lado B
- Ratas
- Estación del metro Balderas
- Vieja ciudad de hierro
- Canicas
- No tengo tiempo (de cambiar mi vida)
- Rock del ET

Autor de todos los temas: Rodrigo González.
Arreglos, voz principal, coros, armónica y guitarras: Rodrigo González.

## Interpretaciones de otros artistas
- No tengo tiempo de cambiar mi vida por Heavy Nopal.
- Estación del metro Balderas como Metro Balderas por El Tri y música en El fin de la historia de Naftalina.
- Perro en el Periférico por La Barranca.
- Distante Instante por Santa Sabina.

## Reseñas destacadas
- El rock de la urbe. Manueles (pseud.). Revista Muy Interesante, 1985.
- Hurbanistorias. Alberto Escamilla. 100 discos esenciales del rock mexicano, 2012.